# سیارک ۴۵۹

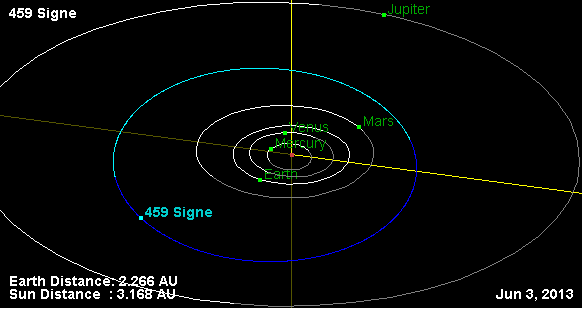
نمایی از محل قرارگیری سیارک ۴۵۹ در مدار – ۲۰۱۳

سیارک ۴۵۹ (به انگلیسی: 459 Signe، نامگذاری:1900FM) چهارصد و پنجاه و نهمین سیارک کشف شده‌است که در ۲۲ اکتبر ۱۹۰۰ و در هایدلبرگ کشف شد.
قدر مطلق سیارک برابر ۱۰٫۴۴ است.